# Visual DialogScript
Visual DialogScript es un lenguaje script en entorno Windows basado en cuadros de diálogo muy sencillo de aprender que permite crear fácilmente pequeñas y medianas aplicaciones al usar las API's de Windows.
Fue desarrollado originalmente por Julian Moss, pero en la actualidad es un producto de Commercial-Research, Ltd.